# Bahrendorf (Hitzacker)
Bahrendorf  ist ein Ortsteil der Stadt Hitzacker (Elbe) im Landkreis Lüchow-Dannenberg in Niedersachsen. Der Ort liegt sieben Kilometer nordwestlich vom Kernbereich von Hitzacker an der Elbuferstraße. Die Elbe fließt nordöstlich in geringer Entfernung.
Bahrendorf liegt im Biosphärenreservat Niedersächsische Elbtalaue.

## Geschichte
Am 1. Juli 1972 wurde die Gemeinde Bahrendorf zusammen mit den Gemeinden Grabau, Harlingen, Kähmen, Nienwedel, Seerau, Tießau, Wietzetze und Wussegel nach Hitzacker eingegliedert.

## Söhne und Töchter
- Heinrich Einhof (1777–1808), Apotheker, Agrikulturchemiker und Lehrer für Naturwissenschaften